# アウンサン
アウンサン（ビルマ語: အောင်ဆန်း、ラテン文字転写: Aung San、1915年2月13日 - 1947年7月19日）またはオンサンは、ビルマ・ミャンマーの独立運動家、軍人、政治家。日本名は面田 紋次（おもた もんじ）。日本のメディアでは「アウン・サン将軍」と呼ばれることが多い。
「ビルマ建国の父」として死後も敬愛されており、ミャンマー民主化運動を指導し、国家顧問として実質的な国家指導者の地位にあったアウンサンスーチーは長女。

## 生涯

### 生い立ちから学生時代

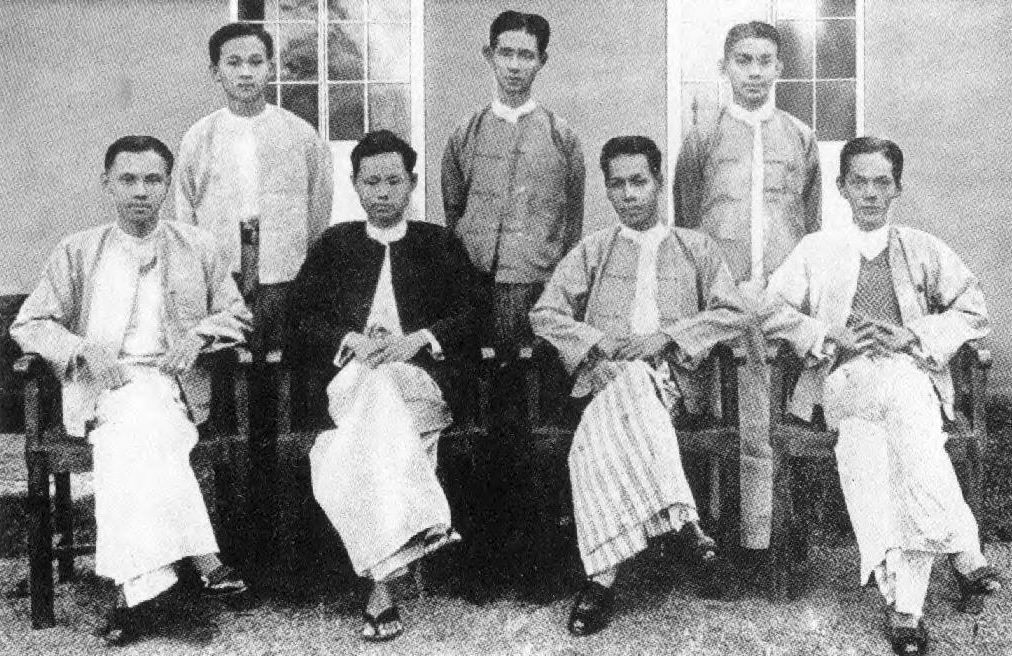
オーウェイ誌の編集委員会。前列の左から2番目に座っているのが編集長のアウンサン

1915年、ビルマ中部、現在のマグウェ地方域ナッマウの町に生まれる。生家は独立運動家として有名で、1886年にビルマを英領インドに併合したイギリス軍に抵抗していた。1933年にラングーン大学に進学し、英文学、近代史、政治学を専攻。在学中ラングーン大学の学生会最高委員会に立候補、機関誌 "Oway (Peacock's Call)" の編集者になった。1936年2月、彼は機関誌に掲載され問題になった反英的記事 "Hell Hound Turned Loose" の筆者を隠し通したことによりウー・ヌと共に退学させられたが、このことは全学ストライキを引き起こし、大学側は退学を取り消した。1938年にはラングーン大学学生会と全ビルマ学生連合の委員長に選ばれビルマ学生界のリーダーとなった。

### 独立運動と日本への渡航
1938年10月より学生運動から政治運動へと移り、反英運動を展開する。彼は独立運動組織「われらビルマ人連盟」に入り、1940年8月まで総書記として活動し、ビルマ暦に基く「1300年のストライキ」として知られる一連のストライキ活動を組織した。また民族主義団体「自由ブロック」の結党を援助。1939年8月15日にビルマ共産党が結成された際には、結党メンバーの7人の内の1人となり、初代書記長に就任している。1940年にバー・モウの貧民党と合流し、3月にはインド国民会議にも出席したが、イギリス官憲の逮捕状が出たためアモイへ亡命。さらに中華民国内で逃れようとするが、日中戦争に伴い日本軍によりアモイが陥落し、ビルマ独立を支援することで援蒋ルートの遮断を企図した鈴木敬司大佐により日本へ逃れ箱根の大涌谷に滞在していたという口碑がある。
翌1941年2月、日本の資金援助と軍事援助を約束された彼は一旦ビルマに戻ると、青年たちを募り「三十人の志士」と後に呼ばれる仲間を率いて中国の海南島へ出国した（当時は日本軍の占領下）。彼らは鈴木大佐の南機関のもとで独立戦争のための苛酷な軍事訓練を受けた。

### 日本軍との共闘
太平洋戦争開戦後の1941年12月16日に、アウンサンと同志たちは南機関の支援を得て、ビルマの隣国であるタイ王国の首都バンコクでビルマ独立義勇軍を創設。日本軍と共に戦い、1942年3月にラングーンを陥落、1942年7月ビルマからイギリス軍を駆逐することに成功し、ビルマ独立義勇軍をビルマ防衛軍に改組した。南機関はバー・モウを中央行政府長官に据えてビルマに軍政を敷き、鈴木大佐は離任した。 1943年3月にはアウンサンは日本に招かれ、わずか28歳の若きリーダーと称えられ旭日章を受章し、同年8月1日にバー・モウを首相とするビルマ国が誕生すると国防相になった。ビルマ防衛軍はビルマ国民軍に改組された。この時期には、「面田紋次」という日本名を名乗っていた。

### 抗日戦争
この頃、アウンサンはビルマ国民軍への日本の待遇のあり方やビルマの独立国としての地位に懐疑的になり、その後インパール作戦の失敗など日本の敗色濃厚とみるや、ネ・ウィンらとともに、イギリスに付くことを決意する。すでに1943年11月にはイギリス軍に「寝返りを考えている」と信書を送り、1944年8月1日、独立1周年の演説でビルマの独立はまやかしだと発言。8月後半にはビルマ共産党、人民革命党と提携して「反ファシスト組織」の軍事的リーダーとなりひそかに組織を広げていった。
1945年3月、北部でビルマ国軍の一部が日本軍に対し決起した。3月下旬に至り、反乱軍に対抗するためとの名目で、アウンサンはビルマ国軍をラングーンに集めた。そして3月27日、日本軍に対して銃口を開いた。「反ファシスト組織」に属する他の勢力も一斉に蜂起し、連合国に呼応した抗日運動が開始され、5月にはラングーンを回復。6月15日には対日勝利を宣言した。「反ファシスト組織」は拡大し反ファシスト人民自由連盟（AFPFL）と改称された。連合国軍は戦後のビルマ独立を認めるつもりは無かったが日本軍を崩壊させるために利用価値があると判断し、各種の援助を行った。
1945年5月、アウンサンは連合国軍のルイス・マウントバッテン司令官と会談し、ビルマ国軍がビルマ愛国軍（Patriot Burmese Forces、 PBF）と改称した上で、連合国軍の指揮下に入ることで合意した。

### 独立交渉

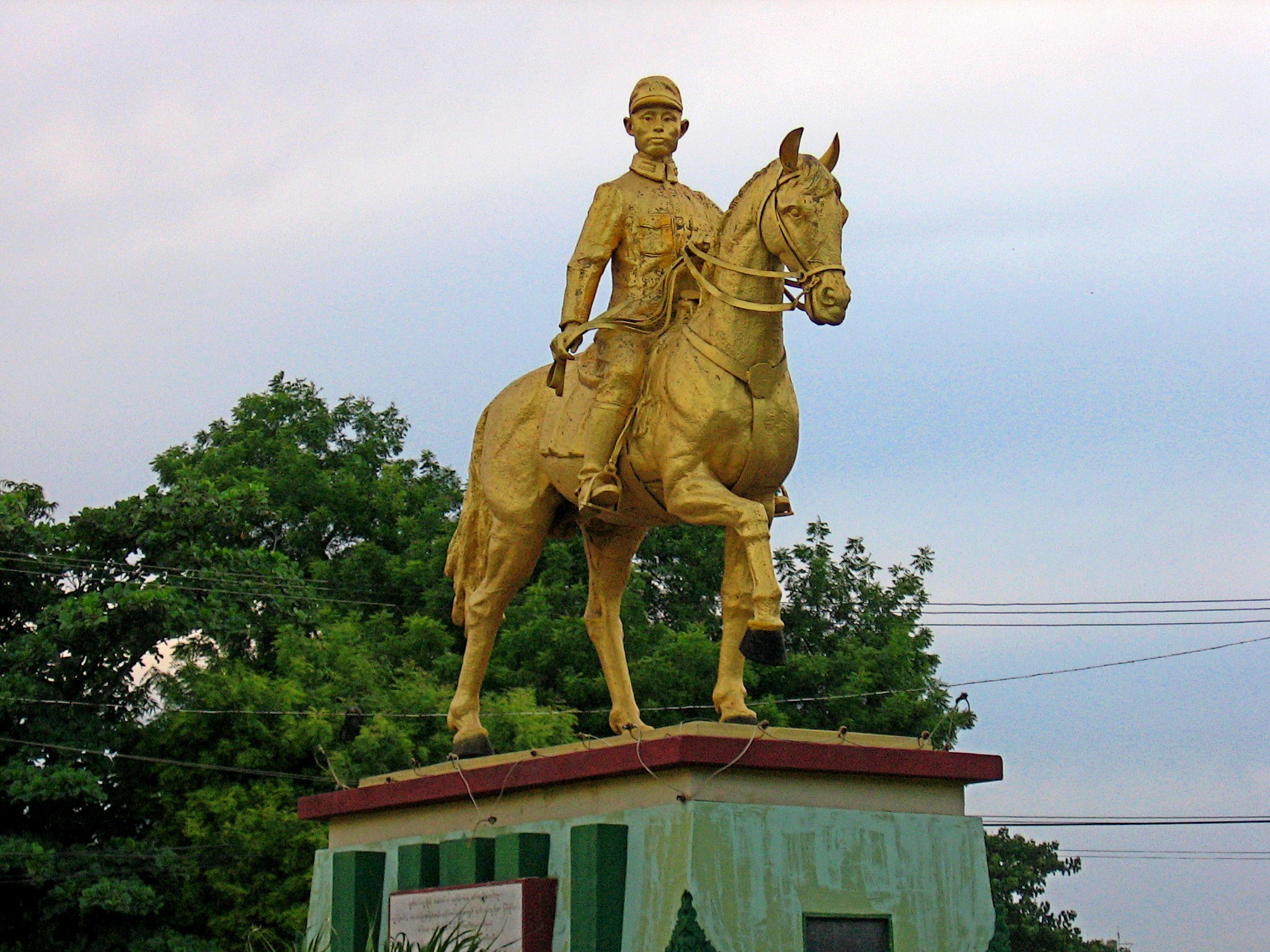
アウンサン像

日本に勝利したもののやはりイギリスは約束を反故にし、ビルマの完全独立を許さなかった。1945年9月、ビルマは再びイギリスの植民地となり、アウンサンの率いる愛国ビルマ軍は英国指揮下のビルマ軍に合併された。アウンサンはイギリスから副監察官の地位を与えられたが、愛国ビルマ軍幹部や他の独立運動指導者たちの意見を受け、就任を辞退した。10月には英領ビルマが再建される中、翌1946年1月、アウンサンは軍を去って反ファシスト人民自由連盟（AFPFL）総裁に就任し、イギリス政府との交渉をはじめとする独立問題に専念することになった。以後、彼は英領ビルマとイギリスに対し自治を要求し続けた。元南機関長鈴木敬司予備役少将が、戦後ビルマに連行され、BC級戦犯として裁判にかけられそうになった時、アウンサンは猛反対し、鈴木は釈放された。バー・モウはビルマを脱出して日本の新潟県に潜伏していた。バー・モウは1946年1月に連合国軍最高司令官総司令部（GHQ）へ出頭したが、けっきょくイギリス政府は罪を問わず、バー・モウは8月にビルマへ帰国した。
1946年9月、英領ビルマ政府の行政参事会議長に任命され、国防と外務を担当する重責を負った。しかし、なお反英独立主義者であり、完全独立を目指して活動を続けた。イギリス軍の将校のうち、アウンサンに反感を抱いていた者が何人もいた。

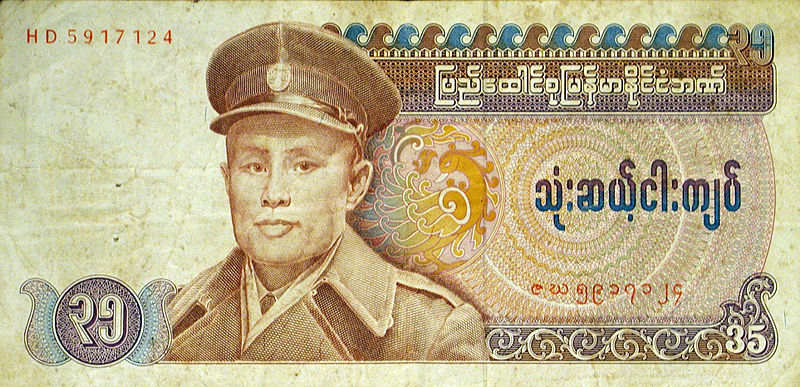
アウンサンが描かれた35チャット紙幣

1947年1月27日、英国首相クレメント・アトリーと、1年以内の完全独立を約束する「アウンサン・アトリー協定(Aung San-Attlee Treaty)」に調印した。マウントバッテンがアウンサンらにお墨付きを与えた結果、連合国軍はアウンサンを戦犯にすることができなかったのである。2月27日には国内各派のリーダーたちと、ビルマの独立に向け連帯と協力を確認する「パンロン合意」を発表したが、国内は混乱を続けていた。4月には制憲議会選挙でAFPFLは202議席中196議席を獲得し圧勝したが、完全独立に向けてのイギリスとの厳しい交渉や、何度にもわたる会議で国内対立の解消と国家統一への道を模索し続けていた。

### 暗殺
1947年7月19日、翌1948年1月4日のビルマ独立を見ることなく、6人の閣僚とともに暗殺された。暗殺の舞台となったのは、イギリスが1889年に着工した旧ビルマ政庁である。この建物はネピドー遷都後に一時廃墟化した後に商業施設として修復・再開されたが、独立運動の聖地を商業利用することへの批判もある。
暗殺犯は、政敵であり前首相のウー・ソオ（ウ・ソオ）の一味とされ、親日家のウー・ソオが自分の野心のために暗殺したとされている。一方、アウンサン暗殺の黒幕はイギリスであり、ウー・ソオは犯人に仕立て上げられたのではないかという話もある。高山正之によると、イギリスは日本と組んだアウンサンをどうしても許せず、死刑囚としてナイロビの刑務所にいたウー・ソオが命と引き換えに暗殺の片棒を担がされた、とビルマ人は信じている。
死後、アウンサンの名は国家最高の栄誉称号「アウンサンの旗」として残された。

## 家族
1942年にアウンサンはキンチーと結婚した。キンチーの姉妹は同じ頃、ビルマ共産党の指導者の1人タキン・タントゥンと結婚している。アウンサンはキンチーとの間に2男2女をもうけた。長女アウンサンスーチーはビルマの民主化指導者として世界的に評価されている。長男アウンサンウーはアメリカ合衆国で技術者となっており、妹の政治活動には反対している。次男アウンサンリンは8歳の時に自宅で溺死した。次女アウンサンチットは生後間もない1946年9月26日に夭折している。キンチーは駐インド大使などを務めた後、1988年12月27日に没した。

## ラングーン事件
1983年10月9日、アウンサン廟（アウンサンら暗殺された独立運動指導者を祀った霊廟）へ献花に訪れた韓国の全斗煥大統領を狙って、北朝鮮がラングーン爆弾テロ事件を起こした。全斗煥は一命を取りとめたものの、両国関係者に多数の死者が出た。建国の父の墓所をテロに利用されたビルマは北朝鮮と国交を断絶した。両国の国交が回復したのは、24年後の2007年であった。アウンサン廟は事件後は1985年に当時のビルマの最高指導者であるネ・ウィンによって再建されるも、しばらくは政府による厳重警備がされて閉鎖されていたが、事件から30年目の2013年6月1日に一般公開が再開された。

## 逸話

### 手紙
アウンサンは女性と関わるのが苦手であった。三十人の志士の軍事訓練で日本に立ち寄った際、箱根にある岩崎与八郎の建てた別荘に滞在した。その時岩崎の姪である英子（18歳）に一目惚れし、南機関の鈴木敬司にけしかけられたこともありアウンサンは彼女に日本語でラブレターを書いた。
| 愛しい英子さん 私は遙か海を隔てた遠い異国から日本へやって参りました。貴女を愛しく思う気持ちをどうしても打ち消すことが出来ません。この私のことを、どうかお待ち頂けないでしょうか？ 面田紋次 |

しかし、この手紙が英子の元に届くことはなかった。

### 日本刀
第二次世界大戦後、アウンサンは日本軍司令官が所持していたと思われる高橋貞次作の日本刀を入手した。この刀は後にアウンサンスーチーに遺品として引き継がれたが次第に劣化。2021年には日本財団を通じて備前おさふね刀剣の里に持ち込まれ、錆落としなどの修復が行われた。修復は2021年11月に終了したが、刀が日本に渡ってきた直後に発生したクーデターでスーチーが拘束されている影響で、スーチーへの引き渡しができない状態が続いている。

## 栄典

### 外国勲章
- 1944年7月26日 - 勲一等瑞宝章[20]